# Benjamin Frankel (rabino)
Benjamin Moses Frankel (1897-1927) fue un rabino y el fundador del primer centro de la organización Hillel: La Fundación para la Vida Judía en el Campus, en la Universidad de Illinois en Urbana-Champaign, en Illinois.

## Historia

### Primeros años, infancia y juventud
Frankel, el hijo de Julius y Lifshe Frankel, nació el 15 de septiembre 1897, en Peoria, Illinois, Estados Unidos. Frankel se casó con Florence Koenigsberg, pero ambos no tuvieron hijos. Frankel tenía tres hermanos y dos hermanas.

### Carrera profesional
Benjamin se graduó con un título de rabino en el Hebrew Union College y fue ordenado en 1923 cuando tenía 26 años. Edward Chauncey Baldwin, un profesor de inglés de la Universidad de Illinois, presionó a varios empresarios judíos en Chicago, entre ellos al Rabino Louis Mann, para contratar a un nuevo rabino y establecer una organización para revitalizar la vida judía en el campus en la Universidad de Illinois.
Frankel fue nombrado rabino a media jornada en la sinagoga Sinaí ubicada en Champaign, Illinois, además era el director de aquel ministerio religioso en el campus. Frankel puso el nombre de un ilustre sabio, el anciano Hillel, a la nueva organización, como un símbolo de aprendizaje vital y pluralismo. Frankel trabajo con un pequeño grupo de estudiantes judíos de la Universidad de Illinois, muchos de ellos lucharon para mantener el equilibrio entre las dos identidades, ser un buen ciudadano estadounidense y ser un buen judío al mismo tiempo. Frankel y sus alumnos se empezaron a reunir en pequeño cuarto situado encima de una barbería, ubicada en el centro de Champaign. Aunque Frankel y sus estudiantes tenían un infraestructura estable, un espacio y un presupuesto financiado por la comunidad judía local, conforme avanzaba el tiempo, se dieron cuenta de que para mantener y expandir su organización, necesitaban más apoyo financiero y recursos, por eso Frankel contactó con la logia masónica judía de los B'nai B'rith, los Hijos de la Alianza, para obtener financiación para llevar a cabo su proyecto. Frankel convenció a los B'nai B'rith para que estos ofrecieran su apoyo a la organización Hillel en 1925.

### Muerte
Frankel murió debido a una cardiopatía en 1927, a la edad de 30 años.